# الله يزدانيان (مقاطعة فارياب)
الله يزدانيان (بالفارسية: تلمبه عشایری امان‌الله یزادنیان) هي مستوطنة تقع في كرمان في إيران. يقدر عدد سكانها بـ 321 نسمة بحسب إحصاء 2016.